# Yōkoso Jitsuryoku Shijō Shugi no Kyōshitsu e
Yōkoso Jitsuryoku Shijō Shugi no Kyōshitsu e (ようこそ実力至上主義の教室へ lit. Bienvenidos a la clase de la élite?) conocida en inglés como Classroom of the Elite, es una serie de novelas ligeras japonesas escritas por Shōgo Kinugasa e ilustradas por Shunsaku Tomose. La novela se publicó de mayo de 2015 a septiembre de 2019 bajo el sello MF Bunko J de Media Factory, una secuela, Yōkoso Jitsuryoku Shijō Shugi no Kyōshitsu e 2-nen Sei Hen (ようこそ実力至上主義の教室へ 2年生編?), se publicó desde enero de 2020 hasta noviembre de 2024. Además, una tercera serie, Yōkoso Jitsuryoku Shijō Shugi no Kyōshitsu e 3-nen Sei-hen (ようこそ実力至上主義の教室へ 3年生編?), comenzó a publicarse en marzo de 2025. Una adaptación a manga ilustrada por Yuyu Ichino comenzó su serialización en la revista Monthly Comic Alive de Media Factory el 27 de enero de 2016. Una adaptación al manga de la serie de novelas ligeras secuela ilustrada por Shia Sasane comenzó a serializarse en la misma revista en diciembre de 2021. Una adaptación a serie de anime producida por Lerche se emitió con una primera temporada en 2017. Una segunda temporada se emitió de julio a septiembre de 2022, y una tercera temporada se emitió del 3 de enero de 2024 al 27 de marzo de 2024. Se ha anunciado una cuarta temporada.

## Argumento
La historia se centra en los estudiantes de una escuela de Tokio fundada por el gobierno japonés con el fin de formar a los jóvenes que en el futuro serán el sustento institucional del país. La metodología de la enseñanza de esta escuela es poco convencional, puesto que los estudiantes residen en la misma, apartados del resto de la sociedad, y por medio del estudio y su comportamiento se auto sustentan, utilizando puntos de calificación como dinero. La clase se divide en cuatro categorías (A, B, C y D), en el que la A es la de mayor nivel de inteligencia y destreza, y la D siendo la de menores atributos.
El principal enfoque se realiza sobre Kiyotaka Ayanokouji, un estudiante misterioso que busca la manera más pacífica de coexistir con sus compañeros, y su relación con éstos.

## Personajes

### Principales
Kiyotaka Ayanokouji (綾小路 清隆 Ayanokōji Kiyotaka?)
Seiyū: Shōya Chiba (anime), Natsuki Hanae (VOMIC), Arturo Castañeda (español de América)
Es el protagonista principal. De carácter reservado, frío y de pocas y certeras palabras, es un joven que no aparenta lo que en realidad es. Esconde e intenta olvidar un pasado turbio, ya que en varios recuerdos de su infancia aparenta haber estado en algún centro especial de formación del gobierno llamada hasta ahora "la habitación blanca". Trata de ocultar su verdadero talento siendo su único objetivo el llevar una vida pacífica, incluyendo su entrada a la Clase D, la de menor rango. Sin embargo, su habilidad oculta no pasa desapercibida para muy poca gente, siendo su compañera Suzune Horikita y su profesora Sae Chabashira quienes más indagan su modo de actuar. En el segundo año de preparatoria, Kiyotaka y Kei comienzan a salir.
Suzune Horikita (堀北 鈴音 Horikita Suzune?)
Seiyū: Akari Kitō (anime), Saori Ōnishi (VOMIC), Jessica Ángeles (español de América)
Compañera de banco de Ayanokouji. Es tan o más fría y reservada que él, pero por elección propia. Al ir descubriendo el gran talento oculto de Ayanokouji, busca averiguar más de este, y al mismo tiempo ir ascendiendo de clases. A medida que los días pasan, Horikita aplaca su distanciamiento con el grupo, en gran parte gracias a los consejos de Ayanokouji y de su interacción con él, incluso demostrar sentimientos de vergüenza y celos hacia el susodicho. Su hermano mayor, Manabu, es el presidente del Consejo Estudiantil, pero es despreciada por éste por pertenecer a la clase D. Después de que Manabu se graduó, hicieron las paces y él le confesó que en realidad decidió distanciarse de ella porque notaba que intentaba copiarlo en todos los aspectos.
Kikyou Kushida (櫛田 桔梗 Kushida Kikyō?)
Seiyū: Yurika Kubo, Nycolle González (español de América)
Una chica popular que también está en la clase D que tiene una personalidad aparentemente agradable y alegre, y también busca hacerse amigo de todos en la escuela. Sin embargo, detrás de su alegre y cariñosa fachada, tiene una personalidad alternativa que es violenta, de sangre fría, detestable y manipuladora. Además, ella aprovecha de sus amistades para mejorar su reputación y elige ocultarlo para evitar perder el apoyo. Ella también muestra un profundo resentimiento hacia Suzune, y sin embargo, quiere acercarse a ella por una razón desconocida. En las novelas ligeras, se reveló que era de la misma escuela secundaria de Suzune y supuso que Suzune descubrió su oscuro pasado. Después de que Kiyotaka expusiera su verdadera personalidad ante todos en el segundo año de preparatoria, Kikyō desarrolló un odio hacia él a tal punto de buscar una forma de expulsarlo de la escuela, sin mucho éxito.
Kei Karuizawa (軽井沢恵 Karuizawa Kei?)
Seiyū: Ayana Taketatsu, Wendy Malvárez (español de América)
Compañera de Ayanokouji en la clase D, novia de Hirata. Al principio se presenta como una chica descuidada y mimada que sólo se preocupa por sí misma, admirada y temida en toda la clase por su fuerte personalidad. Sin embargo ella también guarda secretos que no puede revelar a los demás. El verdadero yo de Kei es astuto, con una mente aguda y una notable capacidad para leer el entorno y las personas que la rodean, tomando la decisión correcta en base a ello. Para sobrevivir en la escuela, Kei tiende a aferrarse a alguien destacado y a utilizar el estatus y la posición de esa persona para mejorar la suya. Debido a este método, se ha considerado a sí misma como un parásito, una criatura débil que no puede sobrevivir por sí sola. Cuando estaba en la escuela secundaria, Kei era conocida por ser testaruda y competitiva, lo que le hizo ganarse involuntariamente la enemistad de otras chicas similares y convertirse en el blanco de un severo y cruel acoso por parte de ellas. Tras superar su oscuro pasado con la ayuda de Kiyotaka, Kei se enamora de él tras revelar que su noviazgo con Hirata era falso. En el segundo año de preparatoria, Kiyotaka le confiesa su amor a Kei y los dos se convierten en pareja.

### Clase D
Airi Sakura (佐倉 愛里 Sakura Airi?)
Seiyū: M.A.O, Jennifer Medel (español de América)
Una joven con la autoestima baja y aficionada a la fotografía y al modelaje, era acosada por un vendedor hasta que es rescatada por Ayanokouji. Colabora con él en un caso del Consejo Estudiantil y siempre busca sus consejos, a tal punto de desarrollar sentimientos hacia él. En las redes, ella desarrolla un personaje tipo Gravure Idol.
Yousuke Hirata (平田 洋介 Hirata Yōsuke?)
Seiyū: Ryōta Ōsaka, Luis Navarro (español de América)
Es el líder de la clase D, un joven optimista que se preocupa por su grupo y tiene muchas aptitudes. Sin embargo, en situaciones difíciles confía en los consejos tanto de Ayanokouji como de Horikita. Aunque es el novio de Karuizawa, le confiesa a Ayanokouji que su relación es falsa debido a algo que le sucedió en la escuela secundaria.
Ken Sudou (須藤 健 Sudō Ken?), Kanji Ike (池 寛治 Ike Kanji?) y Haruki Yamauchi (山内 春樹 Yamauchi Haruki?)
Seiyū: Eiji Takeuchi, Daiki Abe y Mutsuki Iwanaka, Javi Sánchez, Víctor Ruiz y voz por determinar (español de América)
Son los "fracasados" de la clase. Sudou tiene grandes habilidades deportivas, sin embargo tanto Ike como Yamauchi no poseen grandes cualidades y tampoco destacan en las habilidades académicas. Sudou, en especial, es el más irascible y ha estado más veces cerca de la expulsión, siendo salvado continuamente por Ayanokouji y Horikita.

### Clase C
Kakeru Ryuuen (龍園 翔 Ryūen Kakeru?)
Seiyū: Masaaki Mizunaka, Jaime Collepardo (español de América)
Es el líder de dicha clase, gobernándola con un completo despotismo y uso de la violencia como si fuera una organización criminal. Siempre trata de lograr sus objetivos de manera sucia, tramposa y no le interesa el daño que genera a los demás o bien actuar para su propia conveniencia sin contemplar a nadie más que a sí mismo. Esto cambia cuando Ayanokouki lo derrotó con un violenta golpiza al rescatar a Karuizawa, quien había sido secuestrada por la Clase C, desde ese entonces Ryuuen se muestra menos violento y más colaborativo con Ayanokouji.
Mio Ibuki (伊吹 澪 Ibuki Mio?)
Seiyū: Mikako Komatsu, Miriam Aceves (español de América)
Es la única oposición al gobierno de Ryuuen en la clase, actuando en favor de la misma por sobre la autoridad del presidente, sin embargo, es capaz de aliarse con él cuando se trata de enfrentar a las otras clases. Es bastante sagaz y habilidosa, destacándose en las artes marciales. También fue derrotada por Ayanokouji en el secuestro de Karuizawa.
Hiyori Shiina (椎しい名な ひより Shiina Hiyori?)
Seiyū: Rie Takahashi, Mónica Moreno (español de América)
Hiyori es una chica tranquila y reservada que disfruta de la lectura y busca amistad con aquellos que comparten su gusto por los libros. Aunque es feliz estando sola, a veces experimenta soledad y desea establecer amistades. A pesar de su expresión amable, puede ser directa y honesta en sus opiniones. Muestra interés por lo desconocido, es enérgica en ocasiones y trata de alegrar el ambiente a su alrededor. Se preocupa por la rivalidad entre clases y busca la amistad entre todos.

### Clase B
Honami Ichinose (一之瀬 帆波 Ichinose Honami?)
Seiyū: Nao Tōyama, Yetzary Olcort (español de América)
Una de las mejores de su clase, a diferencia de sus semejantes, tanto de su clase como de otras, busca tener buenas relaciones en general, ayudando algunas veces a Ayanokouji y Horikita. En las novelas ligeras, comienza a desarrollar sentimientos por el protagonista sin que este se dé cuenta.

### Clase A
Arisu Sakayanagi (坂柳 有栖 Sakayanagi Arisu?)
Seiyū: Rina Hidaka, Montserrat Aguilar (español de América)
Es la líder de la clase, y una de las mejores de la escuela, a tal punto que varios la elogian como la verdadera reina de todos los cursos. No le teme a nadie, ni siquiera a Ryuuen. Además es otra de las personas que conoce el pasado de Ayanokouji, teniendo como objetivo derrotarlo.
Kōhei Katsuragi (葛城 康平 Katsuragi Kōhei?)
Seiyū: Satoshi Hino, Héctor Estrada (español de América)
El otro estudiante dominante en la clase. Físicamente aparenta ser un completo adulto, más allá de su edad. Fue rechazado en el Consejo Estudiantil debido a hechos que ocurrieron en el pasado.

### Consejo estudiantil
Manabu Horikita (堀北 学 Horikita Manabu?)
Seiyū: Yūichirō Umehara, David Allende (español de América)
El presidente del Consejo y hermano mayor de Suzune, a quien desprecia por estar en una clase baja. Es respetado por su imparcialidad y sus habilidades de liderazgo. También está al tanto de las habilidades ocultas de Ayanokouji y le ofrece un puesto en el Consejo, el cual este último rechaza.

### Profesores
Sae Chiyabashira (茶柱 佐枝 Chiyabashira Sae?)
Seiyū: Rina Satou, Betzabé Jara (español de América)
Es la profesora de la clase D. Estricta y de pocas pulgas, no duda en hacer cumplir el reglamento, incluso si debe expulsar a alguien. Pero también puede pactar tratos, gracias a Ayanokouji y Horikita. Conoce las aptitudes del primero y del motivo de porqué está en la clase D, además del verdadero motivo de existir de esta clase.
Chie Hoshinomiya (星之宮 知恵 Hoshinomiya Chie?)
Seiyū: Hisako Kanemoto, Marisol Hamed (español de América)
La profesora de la Clase B, con fama de ser floja y ebria. Sin embargo, esta consciente de las situaciones, además de saber de Ayanokouji y lo que él implica.

## Contenido de la obra

### Novela ligera

#### Yōkoso Jitsuryoku Shijō Shugi no Kyōshitsu e
La serie esta escrita por Shōgo Kinugasa e ilustrada por Shunsaku Tomose. Media Factory publicó once volúmenes, junto con tres volúmenes de cuentos cortos del 25 de mayo de 2015 al 25 de septiembre de 2019, bajo su sello MF Bunko J.
Seven Seas Entertainment obtuvo la licencia de la serie en inglés.
| Volúmenes de novelas ligeras publicadas | Volúmenes de novelas ligeras publicadas | Volúmenes de novelas ligeras publicadas |
| Número                                  | Fecha de lanzamiento                    | ISBN                                    |
| --------------------------------------- | --------------------------------------- | --------------------------------------- |
| 1                                       | 25 de mayo de 2015                      | ISBN 978-4-04-067657-9                  |
| 2                                       | 25 de septiembre de 2015                | ISBN 978-4-04-067778-1                  |
| 3                                       | 25 de enero de 2016                     | ISBN 978-4-04-068008-8                  |
| 4                                       | 25 de mayo de 2016                      | ISBN 978-4-04-068338-6                  |
| 4.5                                     | 23 de septiembre de 2016                | ISBN 978-4-04-068629-5                  |
| 5                                       | 25 de enero de 2017                     | ISBN 978-4-04-069017-9                  |
| 6                                       | 25 de mayo de 2017                      | ISBN 978-4-04-069231-9                  |
| 7                                       | 25 de octubre de 2017                   | ISBN 978-4-04-069458-0                  |
| 7.5                                     | 25 de enero de 2018                     | ISBN 978-4-04-069675-1                  |
| 8                                       | 25 de mayo de 2018                      | ISBN 978-4-04-069861-8                  |
| 9                                       | 25 de septiembre de 2018                | ISBN 978-4-04-065157-6                  |
| 10                                      | 25 de enero de 2019                     | ISBN 978-4-04-065506-2                  |
| 11                                      | 25 de mayo de 2019                      | ISBN 978-4-04-065739-4                  |
| 11.5                                    | 25 de septiembre de 2019                | ISBN 978-4-04-064007-5                  |

#### Yōkoso Jitsuryoku Shijō Shugi no Kyōshitsu e 2-nen Sei Hen
Una serie de novelas ligeras secuela titulada Yōkoso Jitsuryoku Shijō Shugi no Kyōshitsu e 2-nen Sei Hen (ようこそ実力至上主義の教室へ 2年生編?) se ha publicado bajo el sello MF Bunko J de Media Factory desde enero de 2020 hasta noviembre de 2024. Hasta la fecha, se han publicado doce volúmenes principales, además de tres volúmenes de historias breves, concluyendo así la serie el 25 de noviembre de 2024.
Seven Seas Entertainment obtuvo la licencia de la secuela en inglés.
| Volúmenes de novelas ligeras publicadas | Volúmenes de novelas ligeras publicadas | Volúmenes de novelas ligeras publicadas |
| Número                                  | Fecha de lanzamiento                    | ISBN                                    |
| --------------------------------------- | --------------------------------------- | --------------------------------------- |
| 1                                       | 24 de enero de 2020                     | ISBN 978-4-04-064329-8                  |
| 2                                       | 25 de junio de 2020                     | ISBN 978-4-04-064329-8                  |
| 3                                       | 15 de septiembre de 2020                | ISBN 978-4-04-064329-8                  |
| 4                                       | 25 de febrero de 2021                   | ISBN 978-4-04-680166-1                  |
| 4.5                                     | 25 de junio de 2021                     | ISBN 978-4-04-680516-4                  |
| 5                                       | 25 de octubre de 2021                   | ISBN 978-4-04-680846-2                  |
| 6                                       | 25 de febrero de 2022                   | ISBN 978-4-04-681185-1                  |
| 7                                       | 24 de junio de 2022                     | ISBN 978-4-04-681477-7                  |
| 8                                       | 25 de octubre de 2022                   | ISBN 978-4-04-681833-1                  |
| 9                                       | 25 de febrero de 2023                   | ISBN 978-4-04-682213-0                  |
| 9.5                                     | 23 de junio de 2023                     | ISBN 978-4-04-682566-7                  |
| 10                                      | 25 de octubre de 2023                   | ISBN 978-4-04-682985-6                  |
| 11                                      | 24 de febrero de 2024                   | ISBN 978-4-04-683349-5                  |
| 12                                      | 25 de julio de 2024                     | ISBN 978-4-04-683797-4                  |
| 12.5                                    | 25 de noviembre de 2024                 | ISBN 978-4-04-684244-2                  |

#### Yōkoso Jitsuryoku Shijō Shugi no Kyōshitsu e 3-nen Sei Hen
Una serie de novelas ligeras secuela titulada Yōkoso Jitsuryoku Shijō Shugi no Kyōshitsu e 3-nen Sei Hen (ようこそ実力至上主義の教室へ 3年生編?) se ha publicado bajo el sello MF Bunko J de Media Factory desde marzo de 2025.
| Volúmenes de novelas ligeras publicadas | Volúmenes de novelas ligeras publicadas | Volúmenes de novelas ligeras publicadas |
| Número                                  | Fecha de lanzamiento                    | ISBN                                    |
| --------------------------------------- | --------------------------------------- | --------------------------------------- |
| 1                                       | 24 de marzo de 2025                     | ISBN 978-4-04-684635-8                  |
| 2                                       | 25 de julio de 2025                     | ISBN 978-4-04-684976-2                  |

### Manga

#### Yōkoso Jitsuryoku Shijō Shugi no Kyōshitsu e
Una adaptación a manga ilustrada por Yuyu Ichino comenzó a serializarse en la revista Monthly Comic Alive de Media Factory el 27 de enero de 2016. Se ha recopilado en doce volúmenes tankōbon hasta la fecha.
Seven Seas Entertainment también obtuvo la licencia del manga en inglés.
| Volúmenes de manga publicados | Volúmenes de manga publicados | Volúmenes de manga publicados |
| Número                        | Fecha de lanzamiento          | ISBN                          |
| ----------------------------- | ----------------------------- | ----------------------------- |
| 1                             | 23 de septiembre de 2016      | ISBN 978-4-04-068550-2        |
| 2                             | 23 de enero de 2017           | ISBN 978-4-04-069039-1        |
| 3                             | 23 de marzo de 2017           | ISBN 978-4-04-069120-6        |
| 4                             | 22 de julio de 2017           | ISBN 978-4-04-069303-3        |
| 5                             | 22 de noviembre de 2017       | ISBN 978-4-04-069532-7        |
| 6                             | 23 de abril de 2018           | ISBN 978-4-0406-9747-5        |
| 7                             | 21 de noviembre de 2018       | ISBN 978-4-0406-5321-1        |
| 8                             | 22 de junio de 2019           | ISBN 978-4-0406-5704-2        |
| 9                             | 23 de enero de 2020           | ISBN 978-4-0406-4297-0        |
| 10                            | 20 de agosto de 2020          | ISBN 978-4-04-064789-0        |
| 11                            | 23 de junio de 2021           | ISBN 978-4-04-680382-5        |
| 12                            | 22 de febrero de 2022         | ISBN 978-4-04-681125-7        |

#### Yōkoso Jitsuryoku Shijō Shugi no Kyōshitsu e: √Horikita
Un manga spin-off ilustrado por Sakagaki titulado Yōkoso Jitsuryoku Shijō Shugi no Kyōshitsu e: √Horikita (ようこそ実力至上主義の教室へ √堀北 Yōkoso Jitsuryoku Shijō Shugi no Kyōshitsu e Rūto Horikita?) y protagonizado por Suzune Horikita, se publicó en la Monthly Comic Alive desde junio de 2017 hasta mayo de 2018. Sus capítulos se recopilaron en dos volúmenes tankōbon.
En la Anime Expo 2022, Seven Seas Entertainment anunció que había obtenido la licencia del spin-off para su publicación en inglés.
| Volúmenes de manga publicados | Volúmenes de manga publicados | Volúmenes de manga publicados |
| Número                        | Fecha de lanzamiento          | ISBN                          |
| ----------------------------- | ----------------------------- | ----------------------------- |
| 1                             | 22 de noviembre de 2017       | ISBN 978-4-04-069642-3        |
| 2                             | 23 de junio de 2018           | ISBN 978-4-04-069825-0        |

#### Yōkoso Jitsuryoku Shijō Shugi no Kyōshitsu e 2-nen Sei Hen
Una adaptación al manga de la serie de novelas ligeras secuela ilustrada por Shia Sasane comenzó a serializarse en la revista Monthly Comic Alive de Media Factory el 25 de diciembre de 2021. Se ha recopilado en cuatro volúmenes tankōbon hasta la fecha.
| Volúmenes de manga publicados | Volúmenes de manga publicados | Volúmenes de manga publicados |
| Número                        | Fecha de lanzamiento          | ISBN                          |
| ----------------------------- | ----------------------------- | ----------------------------- |
| 1                             | 22 de junio de 2022           | ISBN 978-4-04-681438-8        |
| 2                             | 21 de abril de 2023           | ISBN 978-4-04-682455-4        |
| 3                             | 22 de febrero de 2024         | ISBN 978-4-04-683297-9        |
| 4                             | 22 de enero de 2025           | ISBN 978-4-04-684311-1        |

### Anime
Una adaptación a anime fue anunciada con la animación del estudio Lerche y se emitió entre el 12 de julio y el 27 de septiembre de 2017 en AT-X y otros canales. Seiji Kishi y Hiroyuki Hashimoto dirigieron el anime. Aoi Kashiro manejó la composición de la serie, mientras Kazuaki Morita el diseño de los personajes. El opening es "Caste Room" interpretado por ZAQ, y el ending es "Beautiful Soldier" interpretado por Minami.
El 21 de febrero de 2022 el sitio web oficial anunció que el anime tendrá una secuela. Más tarde se reveló que la secuela sería de dos temporadas adicionales, con Lerche regresando como estudio. La segunda temporada está dirigida por Yoshihito Nishōji, con Seiji Kishi y Hiroyuki Hashimoto regresando como directores en jefe, Hayato Kazano reemplazando a Aoi Kashiro como guionista y Kazuaki Morita regresando como diseñador de personajes. Masaru Yokoyama y Kana Hashiguchi están componiendo la música, reemplazando a Ryō Takahashi. La segunda temporada se estrenó el 4 de julio de 2022. ZAQ interpretará el tema de apertura y Mai Fuchigami interpretará el tema de cierre. La tercera temporada estaba originalmente programada para 2023, pero luego se retrasó debido a "varias circunstancias". Se estrenó el 3 de enero de 2024.
Se anunció una cuarta temporada que cubrirá el primer semestre de la serie de novelas ligeras del año 2 en septiembre de 2024.
El 15 de julio de 2022, Crunchyroll anunció que la serie había recibido un doblaje en español latino, la cual se estrenó el 18 de agosto.